# JD.com
JD.com, także Jingdong (chiń. 京东; pinyin Jīngdōng; dawniej 360buy.com) – chińskie przedsiębiorstwo oraz platforma zakupów online dla handlu typu B2C. Firma powstała w 1998 roku, a działalność w ramach platformy internetowej rozpoczęła w 2004 roku.
Znajduje się wśród największych platform zakupów typu B2C w kraju. Serwis był notowany w maju 2018 w Alexa globalnie na miejscu 20, a w Chinach na miejscu 6.

## Historia
W 2013 roku platforma zaczęła używać domeny jd.com, dawniej (od 2007 roku) funkcjonowała pod domeną 360buy.com.
W październiku 2023 JD.com uruchomił usługę dostawy w ciągu 4 godzin w Hongkongu.
We wrześniu 2024 JD.com uruchomiło swoją globalną działalność sprzedażową w Stanach Zjednoczonych, Japonii, Singapurze i Malezji.
30 lipca 2025 JD.com zgodził się na przejęcie niemieckiego sprzedawcy detalicznego elektroniki Ceconomy, właściciela marek MediaMarkt i Saturn, za kwotę 2,5 mld USD.